# Средно училище „Симон Боливар“ (Пловдив)
Средно училище „Симон Боливар“ е училище в пловдивския квартал „Изгрев“, район „Източен“. Намира се на кръстовището на улица „Преспа“ с улица „Герлово“.
Училището е на четири етажа и е построено през 1983 година. Разполага със специализирани кабинети по музика, физика, биология и химия. Емблематачни за Гимназия Боливар са двата физкултурни салона и плувният басейн, а т.нар. „лекционна зала“ се използва за провеждането на различни концерти и художествени постановки.
Патрон на училището е южноамериканският борец за свобода Симон Боливар, дал собственото си богатство за незавимостта на държавите в Латинска Америка. Истинското име на Симон Боливар е Симон Хосе Антонио де ла Сантисима Тринидад и Паласиос.